# Medea (court métrage)
Pour les articles homonymes, voir Medea.
Pour plus de détails, voir Fiche technique et Distribution.
Medea est un court métrage dramatique israélien de 2018 réalisé par Marcus Tell.

## Distribution
- Kama Berman : Médée / Béatrice
- Eldad Ben Tora : Jason
- Yonatan Horen : l'enfant